# Excel (группа)
Excel — кроссовер-трэш-группа из Вениса, основанная певцом Дэном Клементсом и гитаристом Адамом Сигелом в 1983 году. На них оказали влияние ранние панк-рок-группы, такие как The Germs и Black Flag, а также хэви-метал-группы, такие как Black Sabbath, Trouble, Slayer, Corrosion of Conformity и Cryptic Slaughter. Будучи вдохновленными уличным искусством, Excel также известны тем, что рисуют аэрозольной краской на улицах городов, где они проводят свои туры, поэтому у группы так много разных логотипов.
Excel появились на кроссовер-трэш-сцене Вест-Сайда в Лос-Анджелесе, как и многие другие калифорнийские группы, такие как No Mercy, Beowülf, Suicidal Tendencies и Cryptic Slaughter, а иногда и с другими участниками трэш-метал-сцены, такими как Testament, Overkill и Megadeth.
Excel записали три студийных альбома, три сплит-альбома, пять демо, три сингла и два концертных альбома; группа распалась в 1995 году, но в 2001 году они выпустили переиздания своих первых двух альбомов: Split Image и The Joke's on You, с некоторыми бонус-треками. В августе 2009 года они отредактировали специальную коллекцию из восьми DVD своих туров по Европе и Лос-Анджелесу и опубликовали их на своем официальном Myspace. Группа воссоединилась в 2012 году. 

## История

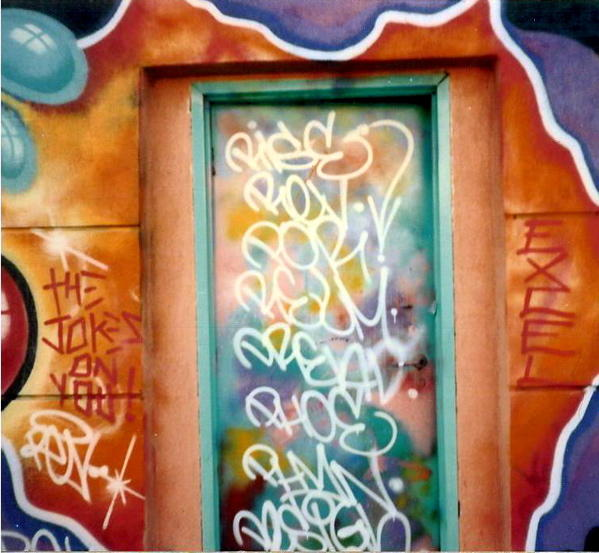
Kings Stop at Nothing graffiti.

## Дискография
Альбомы
- Split Image (1987)
- The Joke's on You (1989)
- Seeking Refuge (1995)

Концертные альбомы
- Live at the Nighttown, Rotterdam (1989)
- Live in Philadelphia-PA (1990)

Сплит-альбомы
- Welcome to Venice (1985)
- Thrasher Skate Rock 5: Born to Skate (1987)
- Excel/Shrine (1995)

DVD
Все DVD-диски собственного производства и были выпущены в августе 2009 года.
| Recorded  | Title                       |
| --------- | --------------------------- |
| 1989      | Live at Bolwerk             |
| 1989      | Live at the Willem II       |
| 1989      | Live at the Donkey Shot     |
| 1989      | Live at the Nighttown       |
| 1989      | Live at the Podium 'T Beest |
| 1989      | Live at the Dynamo          |
| 1989      | Live in Europe              |
| 1987–1992 | Live in L.A.                |